# 上田仁
上田 仁（うえだ まさし、1904年12月4日 - 1966年12月26日）は、日本の指揮者・ファゴット奏者。    

## 略歴
1904年、北海道大野村西上町に生れる。1922年、東洋音楽学校ピアノ科を卒業し、1925年、山田耕筰が主宰する日本交響楽協会に入りファゴットを学ぶ。1926年から1943年まで日本交響楽団のファゴット奏者を務めたほか、日本コロムビアや東宝映画の演奏にも活躍した。
のちに指揮法をヨーゼフ・ローゼンシュトックに師事し、1945年に東宝交響楽団の指揮者に就任する。1946年5月14日に日比谷公会堂で行われた東宝交響楽団の旗掲げ演奏会を指揮し、指揮者として楽壇に登場した。近衛秀麿とともに同団の常任指揮者を務め、1951年に東京交響楽団に改組されたのちも、1964年まで引き続き常任指揮者を務めた。
この間、多くの現代音楽、特にソビエト連邦の作品の初演紹介を行った。こうした活動により、1949年に毎日音楽賞を受賞し、1956年にはアルゼンチン国立放送局から特別指揮者として招かれた。また、1958年には、ソビエト文化省より「パチョートナヤ・グラーマタ（Почётная грамота）」を贈られた。ピアニストとしては山田耕筰の独唱のピアノ伴奏を務めた「豊中中学校校歌」を録音している。
1966年12月26日、大阪でピアノ指導中に急逝した。
現在、東京交響楽団より永久名誉指揮者の称号を贈られ、生前の功績が顕彰されている。

## 主な映画
- 『ムクの木の話』（東宝教育映画部,1947年）：指揮
- 『釈迦』（大映京都,1961年）：指揮